# 新川車站 (北海道)
新川站（日语：／ Shinkawa eki */?）是位於北海道札幌市北區新川4條1丁目3，隸屬於北海道旅客鐵道（JR北海道）札沼線（學園都市線）的鐵路車站。車站編號為G04。電報略號為。

## 歷史
- 1986年（昭和61年）11月1日 - 日本國有鐵道（國鐵）札沼線新川臨時乘降場開始營運[1][2]，處理乘客業務。當時為1面1線車站。
- 1987年（昭和62年）4月1日 - 由於國鐵分割民營化，車站由JR北海道管理。同時升格為新川站。
- 1991年（平成3年）
  - 3月16日 - 札沼線的暱稱設定為「學園都市線」[1][2]。
  - 12月25日 - 成為業務委託車站，有職員駐守。
- 1996年（平成8年）6月23日 - 札沼線（學園都市線）八軒車站及八軒站至本車站部份路段高架化。
- 1999年（平成11年）8月22日 - 札沼線（學園都市線）本車站至新琴似車站路段高架化，本車站成為架空車站。當時只有現在的1號月台暫時營運。
- 2000年（平成12年）
  - 3月11日 - 新站房落成，同時本車站變成2面2線。札沼線（學園都市線）八軒站至太平車站新設下行線，變成複線鐵路。
  - 日期不詳 - 札沼線桑園車站至石狩月形車站路段引入自動進路制御裝置（PRC）。
- 2006年（平成18年）1月 - 引入自動列車導向裝置。並設置電子告示板及按方向的導向用液晶顯示屏。
- 2007年（平成19年）10月1日 - 設定車站編號（G04）[3]。
- 2008年（平成20年）10月25日 - 開始使用智能車票「Kitaca」[4]。
- 2012年（平成24年）6月1日 - 札沼線（學園都市線）桑園站至北海道醫療大學站正式電氣化（交流電20,000V、50Hz）[5][6]。

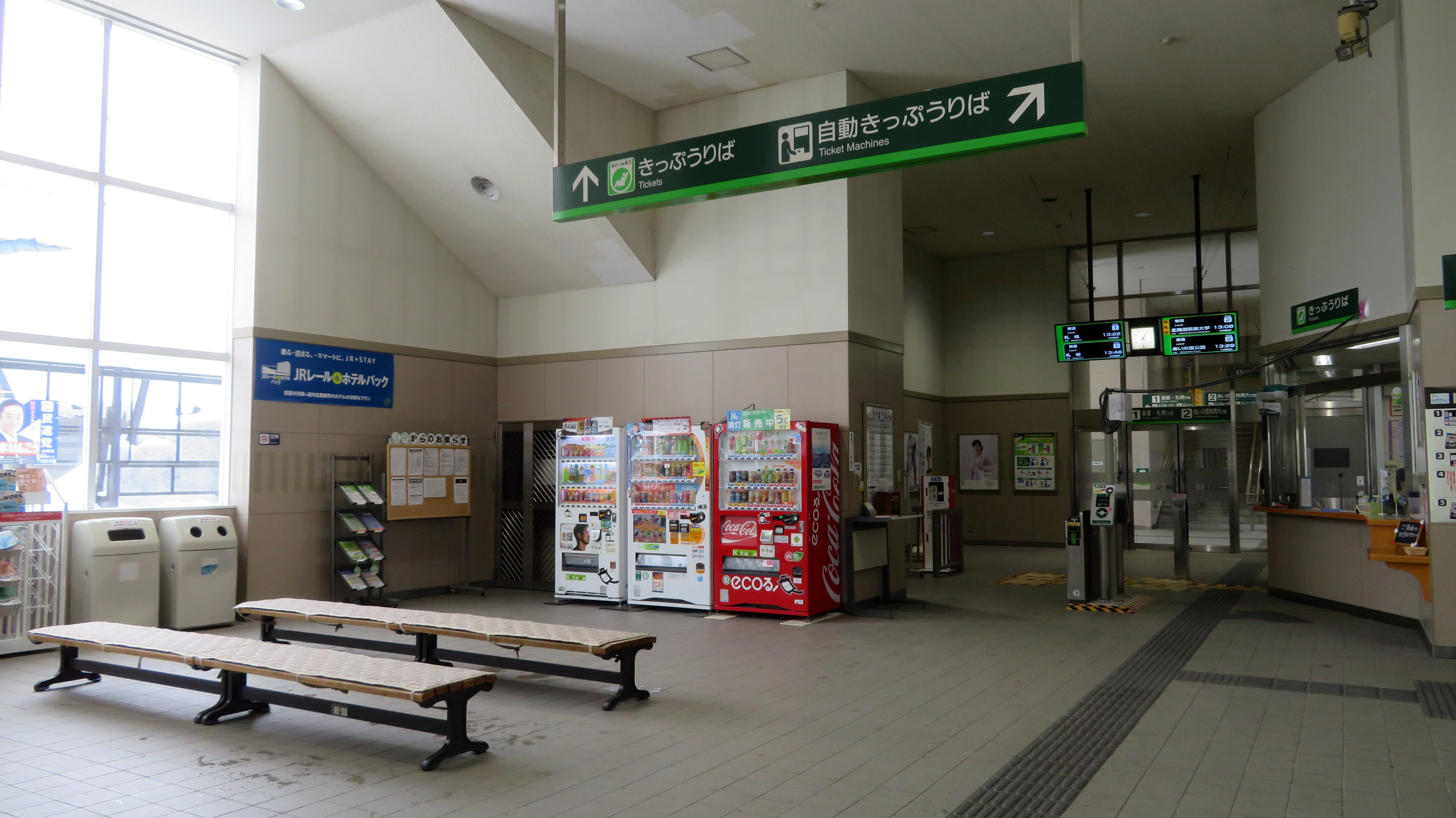
自動閘機（更新前） （2017年2月）

## 車站構造
現時為側式月台2面2線的高架車站。月台除了樓梯及升降機外，亦設置了扶手電梯。
直至2012年5月31日，本車站與八軒車站及新琴似車站是少數非電氣化的高架及複線鐵路車站。高架化工程之前為1面1線的地面車站。在八軒站與本車站路段進行高架化工程時，首先於當時道床的東側興建架空單線（現時上行線），並於本車站的西方側設置臨時路軌及道床（比現時下行線更外側）。現時的站房位於舊車站之上，工程期間的臨時月台則位於高架部份的西側下方。當現時站房與上行線暫時開始使用後，開始舖設下行線。
由桑園車站管理的業務委託車站（北海道JR Servicenet），設有綠窗口（營業時間7時00分至20時00分）、自動售票機及簡易自動閘機（只對應入閘部份，出閘時需要將已使用的車票投進箱內，IC卡則同時對應出入閘）。過去亦設有Kiosk。

### 月台設置
| 月台 | 路線                  | 方向 | 目的地                               |
| ---- | --------------------- | ---- | ------------------------------------ |
| 1    | ■札沼線（學園都市線） | 上行 | 桑園、札幌方向                       |
| 2    | ■札沼線（學園都市線） | 下行 | 愛之里公園、當別、北海道醫療大學方向 |

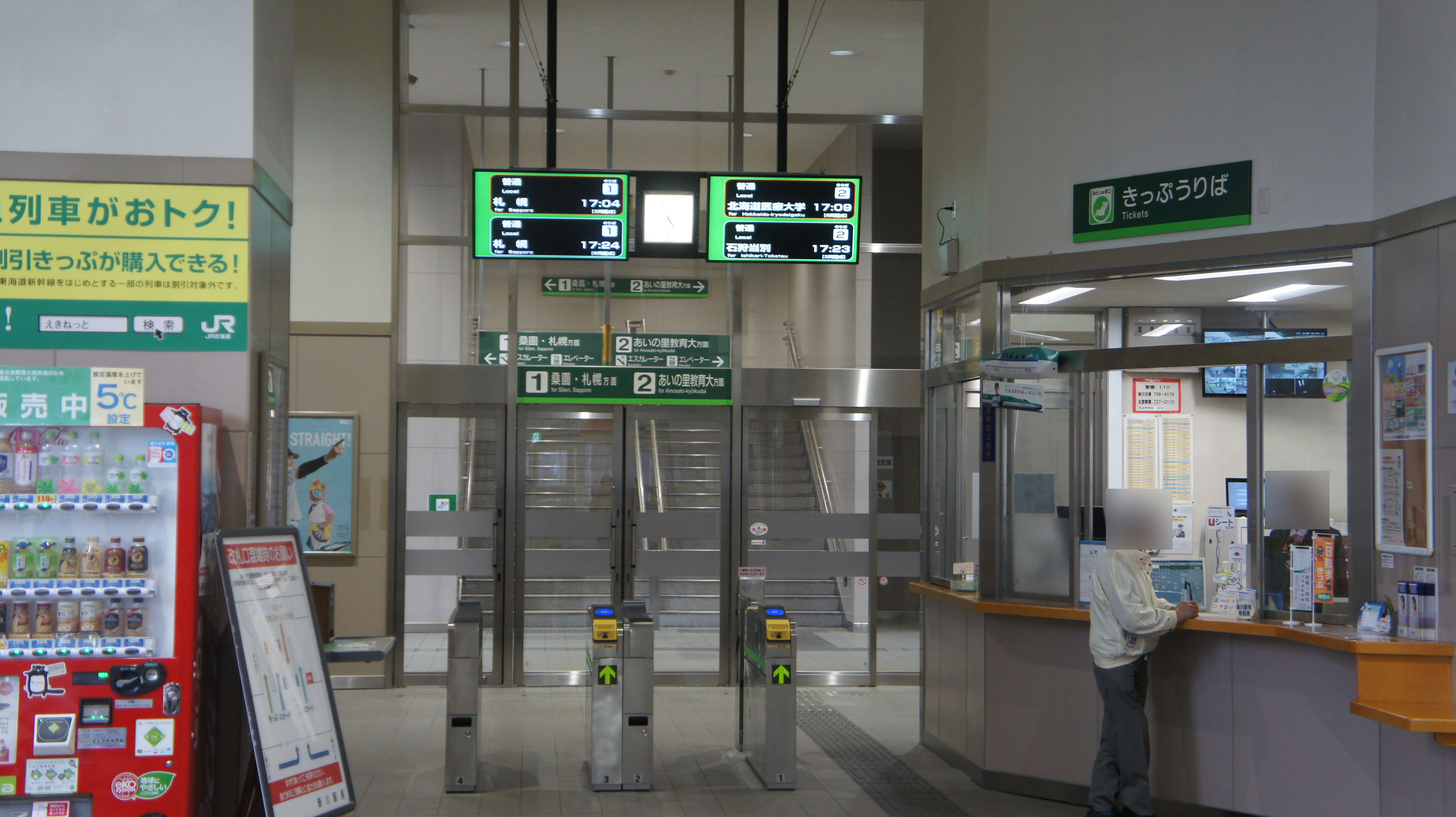
自動閘機（更新後） （2017年2月）
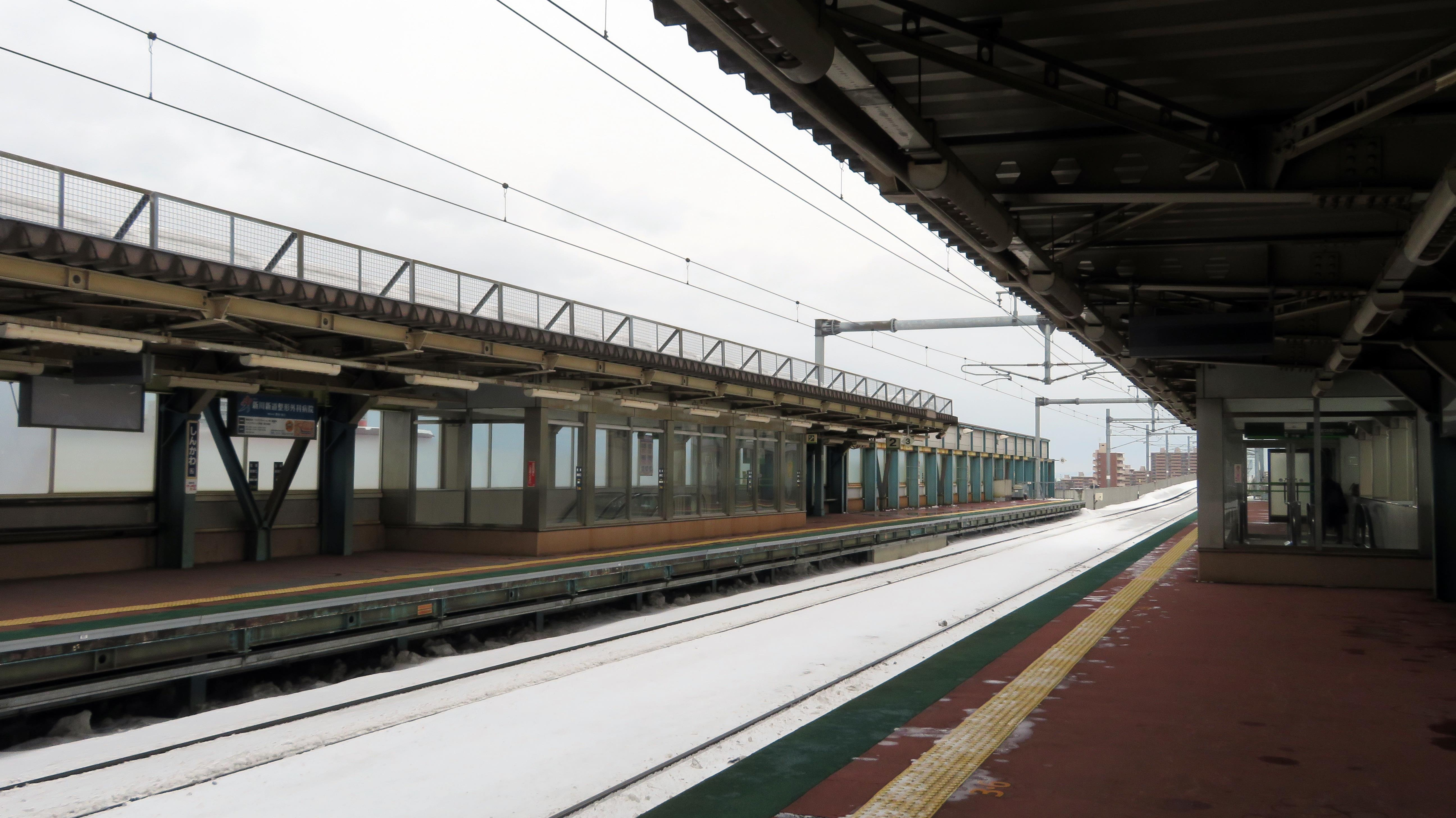
月台（2017年2月）
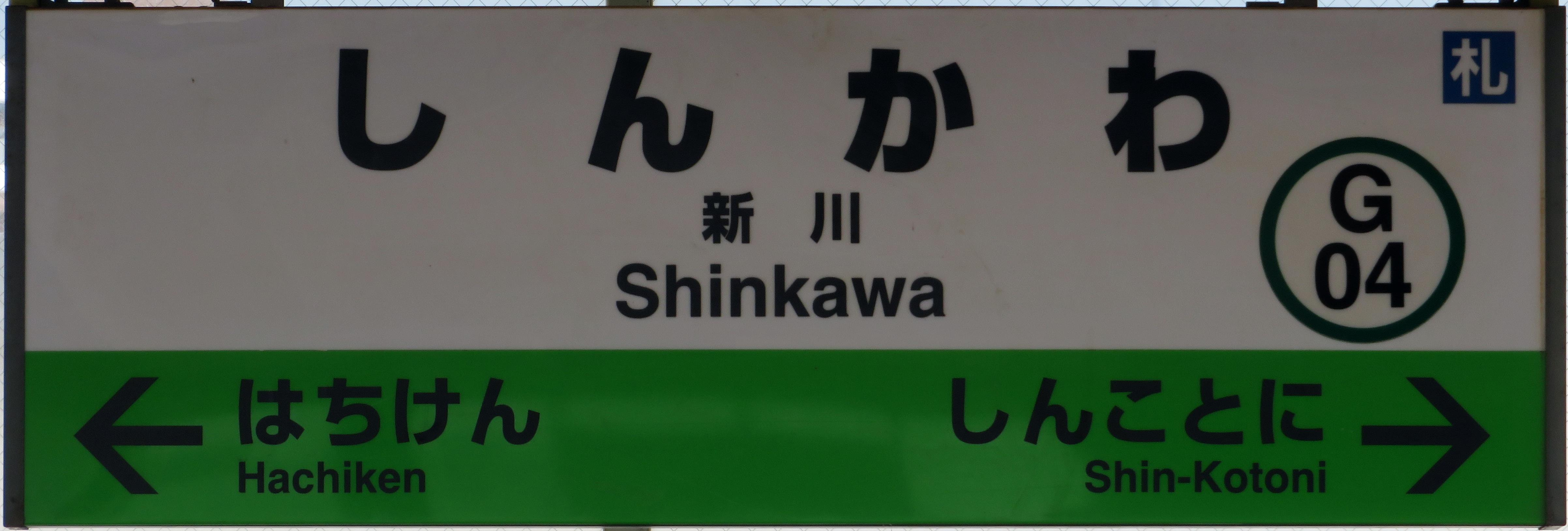
站名牌（2017年2月）

## 載客量
| 載客量 | 載客量       |
| 年份   | 每天平均人次 |
| ------ | ------------ |
| 1990年 | 1,922        |
| 1995年 | 4,538        |
| 2000年 | 4,814        |
| 2001年 | 5,036        |
| 2002年 | 5,312        |
| 2003年 | 5,528        |
| 2004年 | 5,656        |
| 2005年 | 5,756        |
| 2006年 | 5,802        |
| 2007年 | 5,880        |
| 2008年 | 5,888        |
| 2009年 | 5,874        |
| 2010年 | 5,880        |
| 2011年 | 5,852        |
| 2012年 | 5,904        |
| 2013年 | 6,150        |
| 2014年 | 6,228        |
| 2015年 | 6,304        |

## 車站周邊
車站位於新川北岸的新川地區，距離新川約500米。周邊主要是住宅區，沒有車站前廣場及商店街。主要原因是本車站是由於開發住宅區而設立的。
- 國道5號
- 北海道道125号前田新川線（日语：北海道道125號前田新川線）、北海道道277号琴似停車場新琴似線（日语：北海道道277號琴似停車場新琴似線）
- 札樽自動車道新川IC
- 北警察署新川交番
- 札幌北二十八條郵局
- 札幌新川一條郵局
- 留萌信用金庫新川分店
- 北洋銀行新川分店
- 北海道銀行新川分店
- JR生鮮市場新川店
- MaxValu北32條店
- CAT'S EYE新川店
- 札幌市立新川中學
- 札幌市立新川中央小學
- 北海道中央巴士、JR北海道巴士「北29條西15丁目」站牌

## 相鄰車站
北海道旅客鐵道（JR北海道）
■札沼線（學園都市線）
八軒（G03）－新川（G04）－新琴似（G05）

## 外部連結
- 新川站結構圖（JR北海道） （页面存档备份，存于）